# Desa Leuwiliang Kolot
Desa Leuwiliang Kolot är en administrativ by i Indonesien.   Den ligger i provinsen Jawa Barat, i den västra delen av landet, 40 km söder om huvudstaden Jakarta.